# Herman Axelbank
Herman Axelbank (* 30. Mai oder 1. Juni 1900 in Nowo Konstantinow, Russisches Kaiserreich, heute Ukraine; † 12. Juli 1979 in New York City) war ein russischstämmiger Filmproduzent in den USA.

## Leben
Herman Axelbank kam 1909 in die USA. Bereits als 16-Jähriger arbeitete er im Büro von Samuel Goldwyn. In den Jahren nach der Russischen Revolution schuf er eine einzigartige Filmsammlung, um diese zu dokumentieren. Unter Mitarbeit von Max Eastman entstand daraus der Film Tsar to Lenin (1937).